# Unify
"Unify" é uma canção do Disc jockey estadunidense Kid Capri. A canção foi lançada como single para o álbum Soundtrack to the Streets, e tem a participação os rappers Snoop Dogg e Slick Rick.

## Faixas e formatos
| Lado A |                                                                 |         |  |
| N.º    | Título                                                          | Duração |  |
| 1.     | "Unify" (Video Mix Clean Version) (com Snoop Dogg e Slick Rick) | 4:15    |  |
| 2.     | "Unify" (Video Mix) (com Snoop Dogg e Slick Rick)               | 4:16    |  |

| Lado B |                                                                       |         |  |
| N.º    | Título                                                                | Duração |  |
| 1.     | "Be Alright" (Video Mix Clean Version) (com Cam'ron e Jermaine Dupri) | 4:14    |  |
| 2.     | "Be Alright" (Video Mix) (com Cam'ron e Jermaine Dupri)               | 4:14    |  |

## Desempenho nas paradas
| Paradas (1998)                                  | Melhor posição |
| ----------------------------------------------- | -------------- |
| Estados Unidos (Bubbling Under Hot 100 Singles) | 13             |
| Estados Unidos (Billboard R&B/Hip-Hop Songs)    | 62             |
| Estados Unidos (Billboard Rap Songs)            | 24             |